# Alan Stubbs
 (Kirkby, 6 ottobre 1971) è un allenatore di calcio ed ex calciatore inglese, di ruolo difensore.

## Palmarès

### Giocatore

#### Competizioni nazionali
- Campionato scozzese: 2

Celtic: 1997-1998, 2000-2001
- Coppa di Scozia: 1

Celtic: 2000-2001
- Coppa di Lega scozzese: 3

Celtic: 1997-1998, 1999-2000, 2000-2001

### Allenatore

#### Competizioni nazionali
- Coppa di Scozia: 1

Hibernian: 2015-2016